# Dogana di Fremantle
La Vecchia Dogana di Fremantle, Australia occidentale (in inglese Old Customs House) è una costruzione edificata nel 1908 per ospitare il Dipartimento Doganale dell'Australia occidentale. Si tratta di una delle poche case doganali dello Stato; le altre sono in Albany, Broome, Cossack e Geraldton.